# بورغواطه
بورغواطه (بربری: ⴱⴻⵔⵖⵡⴰⵟⴰ) یک کنفدراسیون قبیله‌ای بربر در سواحل اقیانوس اطلس مراکش بود. این قبایل با شورشیان خوارج علیه خلافت اموی متحد شدند و یک دولت مستقل را به رهبری طریف مطغری در ساحل اطلس مراکش میان اسفی تا سلا بنیان نهادند که از سال ۷۴۴ تا ۱۰۵۸ میلادی دوام یافت.